# Mabel FitzRobert
Mabel FitzRobert ou Mabel FitzHamon, também chamada de Matilde e Sibila (Gloucestershire, c. 1085, 1090  ou 1100 – Bristol, 29 de setembro de 1157) foi uma nobre e herdeira inglesa. Ela foi casada com Roberto, 1.º Conde de Gloucester, um filho ilegítimo do rei Henrique I de Inglaterra, e, portanto, meio-irmão da imperatriz Matilde, a quem ele apoiou durante a guerra civil inglesa conhecida como A Anarquia. Ela exerceu um papel influente como condessa.

## Família

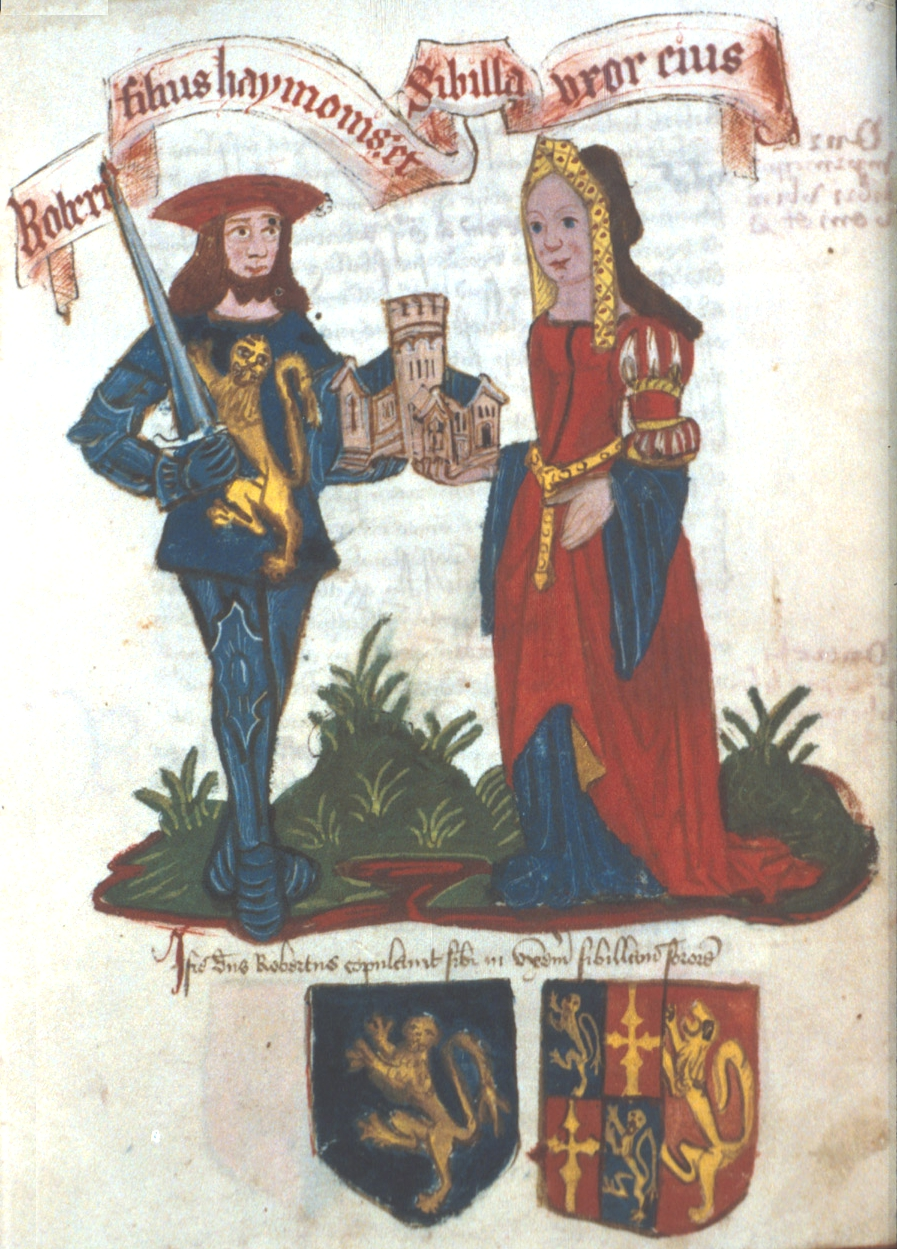
Os pais de Mabel, Roberto e Sibila. no manuscrito dos fundadores da Abadia de Tewkesbury

Mabel era a filha mais velha de Roberto FitzHamon e de Sibila de Montgomery.
Os seus avós paternos eram o xerife de Kent, Hamo Dapifer, um oficial anglo-normando que serviu aos reis Guilherme, o Conquistador, seu parente, e seu filho, Guilherme II, e Matilde (Maud) Godhaut. Os seus avós maternos eram Rogério de Montgomery, primeiro conde de Shewsbury e também conde de Arundel, e Mabel de Bellême, que era conhecida pela sua reputação cruel.
Ela teve três irmã mais novas: Avoisa, que morreu na Abadia de Wilton, Cecília, que morreu na Abadia de Shaftesbury, e Amícia, todas as quais se tornaram freiras.

## Biografia
Com a morte do pai, Roberto, em março de 1107, Mabel herdou todas as suas terras e propriedades na Inglaterra, no País de Gales e na Normandia, devido ao fato de que suas irmãs tinham ingressado na Igreja.
No mês de junho de 1119, na comuna normanda de Lisieux, Mabel teve seu casamento com Roberto de Caen, o futuro conde de Gloucester, solenizado. Ele era filho ilegítimo do rei Henrique I com uma de suas amantes, possivelmente uma mulher de sobrenome Gay ou Gayt do norte de Oxfordshire. Os dois tinham contraído uma forma de matrimônio em algum momento antes de 1112.
Através da união, Roberto adquiriu as Honras de Gloucester, na Inglaterra, de Glamorgan, no País de Gales, e de Sainte-Scolasse-sur-Sarthe, Évrecy, e Creully, sendo essas três na Normandia. Por direito da esposa (jure uxoris), o marido de Mabel se tornou o 2.º senhor de Glamorgan, e ganhou posse do Castelo de Cardiff que pertenceu ao sogro. Em 1121 ou 1122, foi criado o título de conde de Gloucester para Roberto, e assim, Mabel se tornou a nova condessa.

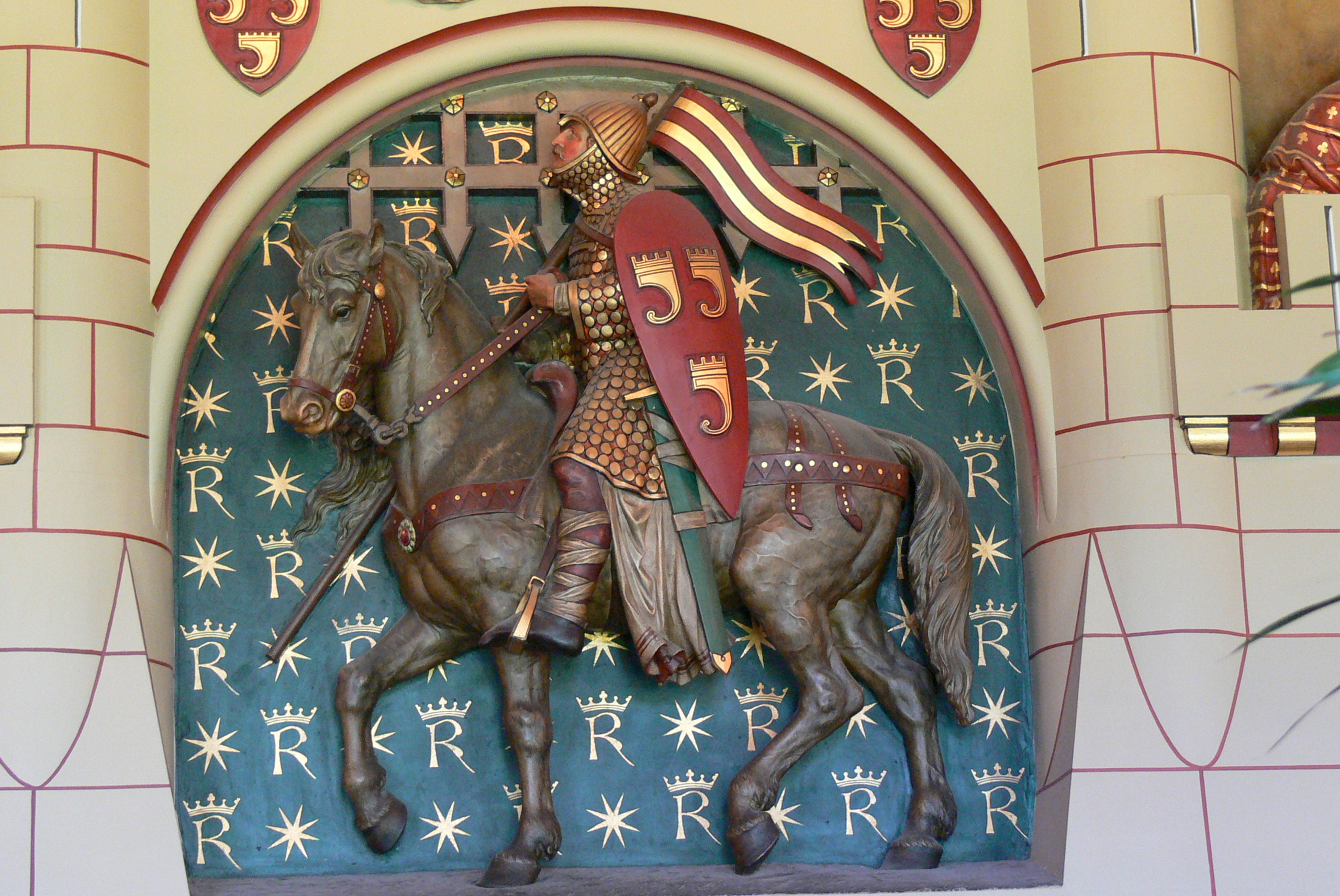
Relevo que representa o conde Roberto na lareira do Castelo de Cardiff.

Originalmente um apoiador do rei Estêvão, seu primo, Roberto mudou de lado após ter brigado com ele, em 1137, e ter tido suas terras confiscados por Estêvão. O conde de Gloucester passou, então, a seguir a meia-irmã, Matilde, oponente de Estêvão, cujo trono inglês lhe havia sido prometido em vida pelo pai. Roberto foi o comandante do exército da senhora dos ingleses, e, em 1141, foi capturado no Tumulto de Winchester. Sem seu leal apoiador para ajudá-la em seus esforços, Matilde se viu obrigada a realizar uma troca de prisioneiros com a esposa de Estêvão, Matilde I, Condessa de Bolonha, na qual Estêvão foi trocado pela liberdade de Roberto.
Como condessa, Mabel exerceu um papel administrativo proeminente no senhorio de Gloucester. A sua importância política ficou evidente quando ela se tornou responsável por garantir que o marido mantivesse sua parte no acordo que fez com Miles de Gloucester, 1.º Conde de Hereford. A condessa também serviu como testemunha em quatro outurgas do marido, assim como deu seu consentimento pessoal para a fundação dele da Abadia de Margam (derivada da Abadia de Claraval) no País de Gales, cujo financiamento veio de suas próprias terras.
Mais tarde, após a morte de Roberto em outubro de 1147, Mabel assumiu o controle das terras normandas da Honra de Gloucester em nome do filho primogênito, Guilherme. Eles tiveram sete filhos, cinco meninos e duas meninas.
A condessa viúva faleceu na cidade de Bristol, no dia 29 de setembro de 1157, com idade entre 57 a 72 anos de idade – dependendo do ano em que nasceu – quase dez anos após a morte do marido. Ela foi enterrada no Priorado de São Jaime, na mesma cidade.

## Descendência
- Guilherme FitzRobert, 2.º Conde de Gloucester (23 de novembro de 1112/16[11] – 23 de novembro de 1183)[12] sucessor do pai. Aprisionado junto ao pai em outubro de 1141, em Rochester, pelas forças do rei Estêvão. Durante a ausência do pai, foi governador de Wareham, em 1144. Foi casado com Avoisa de Beaumont, com quem teve quatro filhos, incluindo Isabel, Condessa de Gloucester, a primeira esposa do rei João de Inglaterra;
- Rogério FitzRobert (c. 1112 [13] – 9 de agosto de 1179), foi nomeado bispo de Worcester em março de 1163, e assim consagrado em 1164;[14]
- Hamon FitzRobert (c. 1115 [15] – 1159), sabe-se que morreu durante o cerco de Tolosa;[16]
- Filipe FitzRobert (m. após 1147), segundo o Gesta Stephani Regis, ele recebeu o comando da cidade de Cricklade, hoje em Wiltshire, porém, mais tarde se juntou à Estêvão. Filipe foi numa peregrinação para a Terra Santa em data desconhecida. Seu nome é mencionado numa carta de Hugo, Arcebispo de Ruão para Ema, Abadessa de St Amand, em 1147.[17]
- Matilde FitzRobert (m. 29 de julho de 1190), foi esposa de Ranulfo de Gernon, 4.º Conde de Chester, com quem teve cinco filhos. Segundo rumores não provados, ela teria envenenado o marido junto a Guilherme Peverell de Nottingham;[18]
- Mabel FitzRobert (c. 1128 – 23 de novembro de 1183), foi esposa de Gruffudd ab Ifor Bach, Senhor de Senghenydd, com quem teve dois filhos. [19] Embora uma fonte cite um possível casamento com Aubrey de Vere, a autenticidade da informação é disputada. Sabe-se que ela doou propriedades para a Abadia dos Homens em documento datado de 1170.[20]
- Ricardo FitzRobert (1114[21]/20 ou 35 – 1175), senhor de Creully como sucessor da mãe. Foi casado com uma mulher de sobrenome de Montfort, com quem teve oito filhos.[22]